# Jörg Bewersdorf
Jörg Bewersdorf (* 11. Juli 1940; † 29. August 2020 in Bremen) war ein deutscher Jurist. Er war von 1992 bis 2005 Präsident des Hanseatischen Oberlandesgerichtes in Bremen.

## Leben
Bewersdorf trat nach seinem Studium der Rechtswissenschaften im Jahr 1969 in den bremischen Justizdienst ein. Seine Ernennung zum Richter am Landgericht Bremen folgte im Jahr 1973. Nach einer Abordnung an das Bundesjustizministerium von März 1975 bis Dezember 1976 wechselte er zum Amtsgericht Bremen, dessen Vizepräsident er im September 1979 wurde.
Im Januar 1987 wurde Bewersdorf Vorsitzender Richter am Hanseatischen Oberlandesgericht in Bremen. Als dieser war er der Vorsitzende eines mit Familiensachen befassten Zivilsenates und zudem der Vorsitzende des für die Abnahme der ersten juristischen Staatsprüfung zuständigen Justizprüfungsamtes. Er übernahm am 1. August 1992 als Nachfolger von Helmut Heinrichs das Amt des Präsidenten des Hanseatischen Oberlandesgerichtes, welches er bis zum Eintritt in den Ruhestand am 31. Juli 2005 innehatte.
Zudem war er von 1992 bis 2007 Mitglied und ab 2002 zudem Vizepräsident des Staatsgerichtshofes der Freien Hansestadt Bremen.